# Austin Stevens
Austin James Stevens (Johannesburg, Sud-àfrica, 19 de maig de 1950) és un herpetòleg i fotògraf de la naturalesa nascut a Sud-àfrica. És conegut, principalment, pels seus documentals sobre les serps. També és autor de dos llibres: Serps al meu llit (1992) i L'últim home serp (2007). Austin Stevens s'interessà per les serps a l'edat de dotze anys. Quan acabà l'escola, la seva col·lecció de rèptils incloïa algunes de les espècies més verinoses i exòtiques del món, i fou considerada la més important a Sud-àfrica. Es dedicava però a les motocicletes, fins que l'any 1974 va tenir un greu accident que li va fer deixar-ho, i més tard va obtenir una feina de curador de rèptils al Transvaal Snake Park, prop de Johannesburg. Hi va treballar durant sis anys, i després es va dedicar a cuidar rèptils a diferents indrets del món fins que en 1992 va viatjar a Namíbia i va començar a fotografiar i realitzar pel·lícules documentals. Avui dia a més presenta programes de televisió sobre animals.